# Жан Кокто
Жан Кокто (фр. Jean Cocteau; Мезон Лафит, 5. јул 1889 — Ми ла Форе, 11. октобар 1963) био је француски песник, романописац, драматичар, сликар, дизајнер, режисер и боксерски тренер. Као експериментатор прошао је кроз све фазе модерне уметности – кубизам, дадаизам, надреализам, а по разноликости опуса сматра се корифејем француског духа ("Орфеј“, „Страшна деца“, „Петао и Арлекин“). Члан Француске академије постао је 1955, на позицији бр. 31. у периоду 1955−1963. Новине Национални посматрач су сугерисале да је „од уметничке генерације чија је смелост изнедрила уметност двадесетог века, Кокто био најближи томе да буде ренесансни човек“.
Он је најпознатији по романима Le Grand Écart (1923), Le Livre blanc (1928), and Les Enfants Terribles (1929); позоришним представама Људски глас (1930), Паклена машина (1934), Грозни родитељи (1938), Писаћа машина (1941) и Двоглави орао (1946); и филмовима Крв песника (1930), Ужасни родитељи (1948), Лепотица и звер (1946), Орфеј (1950) и Орфејев тестамент (1960), који уз Крв песника и Орфеја чини такозвану орфичку трилогију. AllMovie га је описао као „једног од најуспешнијих и најутицајнијих филмских стваралаца авангарде.“ Кокто је, према Анет Инсдорф, „оставио иза себе масу радова без премца по њиховим разноврсностима уметничког израза.“
Иако је његово дело обухватало много различитих медија, Кокто је инсистирао на томе да себе назива песником, класификујући велику разноликост својих дела – песама, романа, драма, есеја, цртежа, филмова – као „поезија“, „романескна поезија“, „позоришна поезија“, „критичка поезија“, „графичка поезија“ и „филмска поезија“.

## Биографија
Родио се у месту Мезон Лафит, малом градићу близу Париза, од оца Жоржа и мајке Ежени. Његова породица била је угледна у париским круговима. Отац му је био адвокат и аматерски сликар који је починио самоубиство кад је Жан имао само 9 година. Од 1900. до 1904. године, Кокто је похађао средњу школу Кондорсет, где је упознао и започео везу са школским колегом Пјером Даргелосом, који ће се поново појављивати у Коктовом делу, „Жан Кокто: Еротски цртежи.“ Он је отишао од куће са петнаест година. Свој први том песама, Аладинову лампу, објавио је са деветнаест година. Кокто је убрзо постао познат у боемским уметничким круговима као Неозбиљни принц, што наслов књиге коју је објавио у двадесет и другој години. Едит Вортон га је описала као човека „коме је сваки велики стих поезије био излазак сунца, сваки залазак сунца темељ Небеског града...“
Упркос својим достигнућима на готово свим књижевним и уметничким пољима, Кокто је увек истицао да је првенствено песник те да је његов опус поезија. О њему је похвално говорила и америчка списатељица Едит Вартон. Са 19 година, Жан је објавио прву збирку песама насловљену "Аладинова светиљка".
Био је цењен члан заједнице авангардних уметника на Монпарнасу, посебно јер је водио боемски живот. У својим раним двадесетим годинама, био је јако продуктиван. Руски импресарио Сергеј Дјагиљев изазвао га је да напише нешто за позориште. Изјавом "Изненади ме!" бацио је рукавицу Жану. Он је изазов прихватио, а резултат је био балет "Парада": Дјагиљев је био продуцент, костиме и сценографију урадио је Пабло Пикасо, а музику је компоновао Ерик Сати. Дело није било добро прихваћено, а у самој радњи осећао се надреализам. Име правца надреализам сковао је писац Гијом Аполинер.
Касније је Кокто писао:
Да се није појавио Аполинер, са својом обријаном лобањом, ожиљком на слепоочници и завојем око главе, даме би нам биле ископале очи укосницама.
Снимио је 6 надреалистичких филмова: „Крв песника“, „Орфеј“, „Орфејев тестамент“, „Лепотица и звер“, и други. Репутација филмског ствараоца донела му је касније и пријатељство са глумцем под именом Жан Маре. Ти филмови касније су утицали на филмски жанр познат као Француски нови талас. Писао је дела и за Едит Пијаф, с којом је био и велики пријатељ.
Упознао је младог писца именом Ремон Радиге, којег је ослободио војне службе, и помогао му издати прва дела. Често су се дружили, ишли на путовања и одморе. Данас се сумња да је између њих двојице постојала некаква хомосексуална веза, иако за те тврдње нема доказа. Ремонова изненадна смрт 1923. године, схрвала га је па се одао опијуму.
Његова најпознатија књига, „Les enfantes terribles“, написана је у једној недељи.
Био је бисексуалац. Имао је неколико пролазних веза са женама. Деце није имао, иако је касније једног дечака усвојио. Наводно је, од 1918. до своје смрти 1963, био Велики мајстор Сионског приората.
У збирци мемоара „The White Book“, за коју је написао предговор и урадио илустрације, песник опширно приповеда своју сексуалну аутобиографију призивајући слику која му се урезала у сећање још док је био дете: три тамна младежа на поцрнелом, смеђем, нагом телу Циганчића који седи у крошњи дрвета. Ова слика мушког анђела дивљих очију који лебди над земљом, стално га је пратила и од самог почетка конституисала његову жељу. Он описује сусрете са морнарима; ти инциденти датирају из тајанственог периода у коме је, тада још увек малолетни Кокто, заплашен својим лако стеченим раним успесима, побегао у Вију Порт, сиротињску четврт на доковима Марсеља, и живео тамо неко време као пропалица лаког морала.
Био је члан Француске академије од 1955. до смрти, а током живота је добио још низ признања. Умро је у свом дворцу од срчаног удара 11. октобра 1963. године, припремајући радио-емисију у знак сећања на Едит Пијаф. Када је чуо да је она тога дана издахнула, ускликнуо је: “Ah, la Piaf est morte, je peux mourir!” (“Пијаф је мртва, ја могу да умрем!”). Сахрањен је у свом врту.

## Филмографија
| Година | Оригинални назив      | Енглески назив                                |
| ------ | --------------------- | --------------------------------------------- |
| 1932   | Le Sang d'un poète    | The Blood of a Poet                           |
| 1946   | La Belle et la Bête   | The Beauty and the Beast                      |
| 1948   | L'Aigle à deux têtes  | The Eagle with Two Heads                      |
| 1948   | Les Parents terribles | The Terrible Parents, a.k.a. The Storm Within |
| 1950   | Orphée                | Orpheus                                       |
| 1960   | Le Testament d'Orphée | The Testament of Orpheus                      |

## Дела

### Поезија
- 1909 :
- 1910 :
- 1912 :
- 1919 :
- 1920 :  (1917—1920)
- 1922 :
- 1923 :
- 1925 :
- 1926 :
- 1927 :
- 1934 :  (објављено са десет литографија Ђорђа де Кирика)
- 1939 :
- 1941 :
- 1945 :
- 1946 :
- 1948 :
- 1952 :  (у сарадњи са Жоржом Уњеом)
- 1953 :
- 1954 :
- 1958 :
- 1961 :
- 1962 :
- 1968 :  (постхумно)

### Романи и приче
- 1919 :  (коначно издање 1924)
- 1923 :  (роман)
- 1928 :
- 1929 :
- 1940 :
- 2012 :  (постхумно)

### Позориште, музика и балет
- 1912 : , музика Реналдо Ан, кореографија Мишел Фокин, костими и сценографија Леон Бакст
- 1917 : , музика Ерик Сати, кореографија Леонид Масин, костими и сценографија Пабло Пикасо
- 1921 : , музика Жорж Орик, Артур Онегер, Даријус Мијо, Франсис Пуланк и Жермен Тајфер
- 1922 :
- 1924 : , музика Франсис Пуланк, кореографија Бронислава Нижинска, костими и сценографија Мари Лоренсен
- 1924 :
- 1926 :
- 1930 :
- 1934 :
- Avril 1936 :
- 1937 :
- 1938 :
- 1940 :
- 1940 :
- 1941 :
- 1943 :
- 1944 :
- 1946 :
- 1948 :
- 1951 :
- 1960 :
- 1962 :
- 1971 :  (постхумно, у сарадњи са Рајмоном Радигеом)

#### Поезија и критика
- 1918: Le Coq et l'Arlequin
- 1920: Carte blanche
- 1922: Le Secret professionnel
- 1926: Le Rappel à l'ordre – Lettre à Jacques Maritain – Le Numéro Barbette
- 1930: Opium
- 1932: Essai de critique indirecte
- 1935: Portraits-Souvenir
- 1937: Mon premier voyage (Around the World in 80 Days)
- 1943: Le Greco
- 1946: La Mort et les Statues (photos by Pierre Jahan)
- 1947: Le Foyer des artistes – La Difficulté d'être
- 1949: Lettres aux Américains – Reines de la France
- 1951: Jean Marais – A Discussion about Cinematography (with André Fraigneau)
- 1952: Gide vivant
- 1953: Journal d'un inconnu. Démarche d'un poète
- 1955: Colette (Discourse on the reception at the Royal Academy of Belgium) – Discourse on the reception at the Académie Française
- 1956: Discours d'Oxford
- 1957: Entretiens sur le musée de Dresde (with Louis Aragon) – La Corrida du 1er mai
- 1950: Poésie critique I
- 1960: Poésie critique II
- 1962: Le Cordon ombilical
- 1963: La Comtesse de Noailles, oui et non
- 1964: Portraits-Souvenir (posthumous; A discussion with Roger Stéphane)
- 1965: Entretiens avec André Fraigneau (posthumous)
- 1973: Jean Cocteau par Jean Cocteau (posthumous; A discussion with William Fielfield)
- 1973: Du cinématographe (posthumous). Entretiens sur le cinématographe (posthumous)